# Nifunitas
Der Nifunitas ist ein osttimoresischer Wasserfall in der Sonderverwaltungsregion Oe-Cusse Ambeno. Ein kleiner Quellfluss des Tono fällt hier ein paar Meter eine kleine Felswand herab und bildet darunter ein Becken. Der Wasserfall befindet sich im Süden der Aldeia Cuanobe (Suco Banafi), südlich des Dorfes Nefomtasa.